# Hanno Kühnert
Hanno Kühnert (* 22. April 1934 in Geislingen an der Steige; † 16. Mai 2003) war ein deutscher Jurist, Journalist und Schriftsteller.

## Leben
Kuhnert besuchte das jesuitische Kolleg St. Blasien. Nach dem Abitur durchlief er eine kaufmännische Lehre in der Textilbranche. Er studierte Rechtswissenschaften an der Ludwig-Maximilians-Universität München, der Freien Universität Berlin und der Albert-Ludwigs-Universität Freiburg. Er legte seine beiden juristischen Staatsexamina ab, durchlief sein Referendariat in Freiburg im Breisgau und wurde 1965 bei Hans Julius Wolff mit der Dissertation Zum Kreditgeschäft in den hellenistischen Papyri Ägyptens bis Diokletian zum Dr. jur. promoviert. 1967 begann er seine Laufbahn als politischer Journalist bei der Frankfurter Allgemeinen Zeitung, später war er Gerichtskorrespondent der Süddeutschen Zeitung in Karlsruhe, innenpolitischer Redakteur der Badischen Zeitung. Ab 1979 war er als freier Journalist für die Wochenzeitung Zeit, als Autor und Rechtsanwalt tätig.
Ein Beitrag von ihm in der F.A.Z. soll 1969 beim damaligen hessischen Ministerpräsidenten Georg-August Zinn den Anstoß zur Schaffung des hessischen Datenschutzgesetzes gegeben haben.

## Auszeichnungen
- 1978: Karl-Hermann-Flach-Preis

## Schriften
- Hrsg.: Die zerrüttete Ehe. Scheidungsrecht in 19 Ländern. Societäts-Verlag, Frankfurt 1970, ISBN 3-7973-0194-4
- Reportagen über Recht. Helbing und Lichtenhahn, Basel [u. a.] 1985, ISBN 3-7190-0928-9
- Die Rechthabenden. Reportagen aus der Justiz. Greno, Nördlingen 1988, ISBN 3-89190-866-0
- Handbuch für Verstorbene. Roman. Schweizer Verlagshaus, Zürich 1991, ISBN 3-7263-6626-1